# النادي الأهلي للكرة الطائرة للسيدات
النادي الأهلي للكرة الطائرة للسيدات هو أحد أقسام النادي الأهلي الذي يمثل النادي في المسابقات المحلية والدولية للكرة الطائرة،تأسس قسم السيدات في عقد 1940.
حطم النادي العديد من الأرقام القياسية وهو الفريق الأكثر تتويجا في مصر بإجمالي 105 لقبا من بينها 41 لقبا للدوري و 36 كأس مصر و 2 سوبر مصري. بالإضافة إلى ذلك ، يحمل النادي رقماً قياسياً في إفريقيا باعتباره الفريق الأكثر تتويجاً بثمانية كؤوس أبطال أفريقية وثمانية كؤوس أفريقية على المستوى الدولي. النادي هو الفريق الوحيد الذي تجاوز 30 لقبًا محليًا و 30 كأسًا محليًا.

## الألقاب

### الإنجازات المحلية
- الدوري المصري (41) رقم قياسي
- كأس مصر (36) رقم قياسي
- السوبر المصرى (2) رقم قياسى

### الإنجازات الدولية
- بطولة الأندية الأفريقية سيدات: 10 رقم قياسي

1990، 1999، 2000، 2003، 2007، 2009, 2015, 2009، 2015، 2016، 2018، 2019
- وصيف::1987، 1988، 1989، 1997، 2001، 2005، 2006
- بطولة الاندية الافريقية ابطال الكؤوس (8) مرات

### الإنجازات الأقليمية
- بطولة الأندية العربية للكرة الطائرة سيدات 8 رقم قياسي

1998، 1999، 2000، 2005، 2007، 2009، 2016، 2017
- وصيف: 2019
- الاجمالى 105 بطولة

## وصلات خارجية
- الموقع الرسمي للنادي الأهلي

لا توجد روابط لمواقع التواصل الاجتماعي.